# Astrid et Raphaëlle
Astrid et Raphaëlle is een Frans-Belgische politieserie, gemaakt door Alexandre de Seguins en Laurent Burtin en sinds 12 april 2019 uitgezonden op France 2. De serie is een coproductie van France Télévisions, JLA Productions, Be-Films en RTBF.

## Verhaal
Astrid Nielsen is een dertigjarige vrouw met autisme die discreet werkt als documentalist voor de gerechtelijke politie en kent elk dossier dat ze behandeld heeft. Ze ontmoet politie-inspecteur Raphaëlle Coste, destijds verantwoordelijk voor een onderzoek naar zelfmoorden door artsen. Deze twee vrouwen leren elkaar beter kennen. Astrid biedt Raphaëlle een methodiek aan, terwijl Raphaëlle Astrid op haar beurt gedragsmatige hulp biedt. Astrid gebruikt haar fotografisch geheugen en oog voor detail om strafzaken te helpen oplossen.

## Rolverdeling
| Acteur            | Personage                |
| ----------------- | ------------------------ |
| Lola Dewaere      | Raphaëlle Coste          |
| Sara Mortensen    | Astrid Nielsen           |
| Jean-Louis Garçon | commissaris Carl Bachert |
| Benoît Michel     | Nicolas Perran           |
| Meledeen Yacoubi  | Arthur Enghien           |
| Sophia Yamna      | Norah Mansour            |
| Geoffroy Thiebaut | Alain Gaillard           |
| Husky Kihal       | Henry Fournier           |

## Productie
Het idee voor deze serie dateert uit 2017, toen de producenten een thriller wilden maken waarin een van de hoofdpersonen autisme zou hebben. Scenarioschrijver Alexandre de Seguins ontmoette Jean-Sébastien Bouilloux, werkzaam voor producer Jean-Luc Azoulay. De pilotaflevering werd op 12 april 2019 uitgezonden op France 2 en trok vijf miljoen kijkers (20,7% kijkersaandeel), waarna groen licht werd gegeven voor een seizoen 1 bestaande uit acht (oorspronkelijk zes) afleveringen van 52 minuten.
De opnames voor seizoen 1 vonden plaats tussen oktober 2019 en januari 2020, voor uitzending in het voorjaar van 2020. De opnames voor seizoen 2 vonden plaats van 3 augustus tot 8 december 2020.
Het "archiefcentrum van de criminele politie" waar Astrid werkt, is in feite het gebouw van het "Departementale Archief van Val-de-Marne".

## Afleveringen

### Pilot
De pilotaflevering werd op 12 april 2019 uitgezonden.
1. Puzzle

### Seizoen 1
Seizoen 1 werd uitgezonden op France 2 met telkens twee afleveringen tegelijk van 13 maart tot 3 april 2020.
1. Hantise (1/2)
2. Hantise (2/2)
3. Chaînon manquant
4. Chambre close
5. Fulcanelli (oorspronkelijk: L'Esprit de famille)
6. L'Homme qui n'existait pas
7. La Mort et Compagnie (oorspronkelijk: La Nuit du mort-vivant)
8. Invisible

### Seizoen 2
Seizoen 2 werd uitgezonden op France 2 met telkens twee afleveringen tegelijk van 21 mei tot 11 juni 2021.
1. L'Étourneau
2. Irezumi
3. Le Paradoxe de Fermi
4. Point d'orgue
5. Circé
6. Golem
7. Le Livre
8. En garde à vue

### Seizoen 3
Seizoen 3 werd uitgezonden op France 2 met telkens twee afleveringen tegelijk (behalve aflevering 7 en 8) van 26 augustus tot 23 september 2022.
1. Plan global
2. Memento Mori
3. Natifs
4. La Chambre ouverte
5. Témoin
6. Sang d'or
7. Les Fleurs du mal
8. En souterrain

### Seizoen 4
Seizoen 2 werd uitgezonden op France 2 met telkens twee afleveringen tegelijk van 10 november tot 22 december 2023.
1. L'Œil du dragon
2. Les 1001 nuits
3. 30 000 pieds (of 10 000 mètres)[4]
4. Immortel
5. Sacrifice du fou
6. La Passagère du temps
7. L'Ankou
8. Coupable

### Speciale aflevering:Œil pour œil
Deze aflevering is een cross-over met de televisieserie Alexandra Ehle. De aflevering werd in België op 22 februari 2024 uitgezonden op La Une. In Frankrijk werd de aflevering op 1 november 2024 uitgezonden op France 2.

### Seizoen 5
Seizoen 5 werd vanaf 31 oktober 2024 uitgezonden op de La Une van de RTBF en vanaf 8 november 2024 op France 2.
1. On ne meurt qu'une seule fois
2. Mais c'est pour si longtemps
3. Mandala
4. Le dernier des Aztèques
5. Le baptême des morts
6. Loup y es-tu ?
7. On achève bien les jockeys
8. Un mariage et quatre enterrements